# Dušan Maravić
Dušan Maravić (en serbio: Душан Маравић; Injoux-Génissiat, Francia; 7 de marzo de 1939 – 6 de enero de 2025) fue un futbolista yugoslavo nacido en Francia que jugó en la posición de centrocampista en equipos de varias naciones.

## Carrera

### Club
| Periodo   | Club                  |
| --------- | --------------------- |
| 1956-1958 | FK Spartak Subotica   |
| 1958-1964 | Red Star Belgrade     |
| 1964-1966 | RC Paris              |
| 1966-1968 | Entente BFN           |
| 1967      | → AS Béziers (cedido) |
| 1969-1973 | Deportivo Italia      |

### Selección nacional
Jugó para Yugoslavia en siete ocasiones en 1970 y anotó tres goles; ganó la medalla de oro en los Juegos Olímpicos de Roma 1960.

## Tras el retiro
Luego de retirarse como futbolista, pasó a trabajar en la administración deportiva donde estuvo en la UEFA y en la FIFA como instructor internacional y delegado, donde incluso llegó a ser candidato a la presidencia de la FIFA.

## Vida personal
Maravic hablaba el lenguaje serbo y cuatro idiomas: francés, italiano, español e inglés. Se graduó de la facultad de economía de la Universidad de Belgrado. Sus hijos Antoni y Alfredo trabajaron como agentes de futbolistas.

## Logros

### Club
- Primera Liga de Yugoslavia (3): 1959, 1960, 1964
- Copa de Yugoslavia (2): 1959, 1964
- Primera División de Venezuela (1): 1972
- Copa de Venezuela (1): 1970

### Selección nacional
- Juegos Olímpicos (1): 1960